# Dulce Damasceno de Brito
Dulce Damasceno de Brito (Casa Branca, 3 de março de 1927 — São Paulo, 9 de novembro de 2008) foi uma jornalista brasileira, especializada em cinema. Foi a primeira mulher brasileira a ser correspondente em Hollywood nas décadas de 50 e 60. Ficou conhecida por sua amizade com Carmem Miranda e por entrevistar diversas celebridades da época.

## Biografia
Dulce Damasceno de Brito sempre teve interesse por cinema e jornalismo, tendo aos 13 anos artigo publicado na revista A Scena Muda e aos dezessete anos criou sua própria publicação, Fan Magazine. Em 1952, foi para Hollywood, contratada como correspondente dos Diários Associados e da revista O Cruzeiro, e lá viveu durante 16 anos. Nesse período conheceu quase todas as celebridades da capital do cinema. Ao contrário do que ocorre hoje, ela tinha trânsito livre nos estúdios, chegando a tornar-se amiga de muitos artistas famosos. Entrevistou nomes como Marilyn Monroe, Clark Gable, Elizabeth Taylor, Rock Hudson, Doris Day, Cary Grant, Marlene Dietrich, James Stewart, Charlton Heston, Audrey Hepburn, John Wayne, Jane Wyman, Sophia Loren, James Dean, Barbara Stanwyck, Gregory Peck, Walt Disney, Grace Kelly, Elvis Presley, Carmen Miranda (de quem foi a amiga íntima, estava na casa dela na noite de sua morte) e Marlon Brando (que se recusava a receber jornalistas mas deu entrevistas para Dulce em três ocasiões), entre outros. Naquela época, numa imprensa em que não havia o gravador, os jornalistas, para comprovar que tinham entrevistado determinada personalidade, eram obrigados pelas chefias a tirar uma foto com a pessoa.
É autora dos livros O ABC de Carmen Miranda  e Hollywood, nua e crua (em dois volumes). Em 2006, Dulce lançou pela Imprensa Oficial do Estado de São Paulo, dentro da Coleção Aplauso, o livro Lembranças de Hollywood, com 140 evocações em ordem alfabética por sobrenome de 140 celebridades do cinema, entre atores, atrizes e diretores.
Começando em 1994, Dulce escrevia regularmente uma coluna com suas histórias para a revista Set, entitulada "Hollywood Boulevard", mesmo debilitada pelo mal de Parkinson que contraiu em 1990. 
Morreu em 2008, após cerca de vinte anos sofrendo de mal de Parkinson.

## Obras
- Hollywood, nua e crua, Editora O Cruzeiro (1968)
- O ABC de Carmen Miranda, Editora: Companhia e Nacional (1986)
- Hollywood, nua e crua - Parte 2, Editora: Best Seller (1992)
- Lembranças de Hollywood, Imprensa Oficial do Estado de São Paulo (2008)